# Oursoû
L'Oursoû (Oursoô ; Ourseau) est un affluent gauche du Luy de Béarn en provenance d'Orthez.

## Communes traversées
- Pyrénées-Atlantiques : Orthez, Bonnut
- Landes : Arsague, Amou et Castel-Sarrazin

## Hydronyme
La meilleure graphie en français devrait être Oursoô, dérivée de Orsòu en gascon, il s’agit d’un de ces nombreux cours d’eau portant un nom avec le radical oss-/ors-, comme les Ousse, Ossau, Osse... communs dans toute l'Europe et fréquents en Gascogne, la terminaison gasconne -òu est un diminutif, comme dans Pujòu (Puyoô). Cet hydronyme est souvent écrit abusivement °Ourseau par influence de « l'eau », et °Oursoû par tradition cacographique.